# Герхардт, Янник
Янник Герхардт (нем. Yannick Gerhardt; род. 13 марта 1994, Вюрзелен, Северный Рейн-Вестфалия) — немецкий футболист, опорный полузащитник клуба «Вольфсбург».

## Клубная карьера

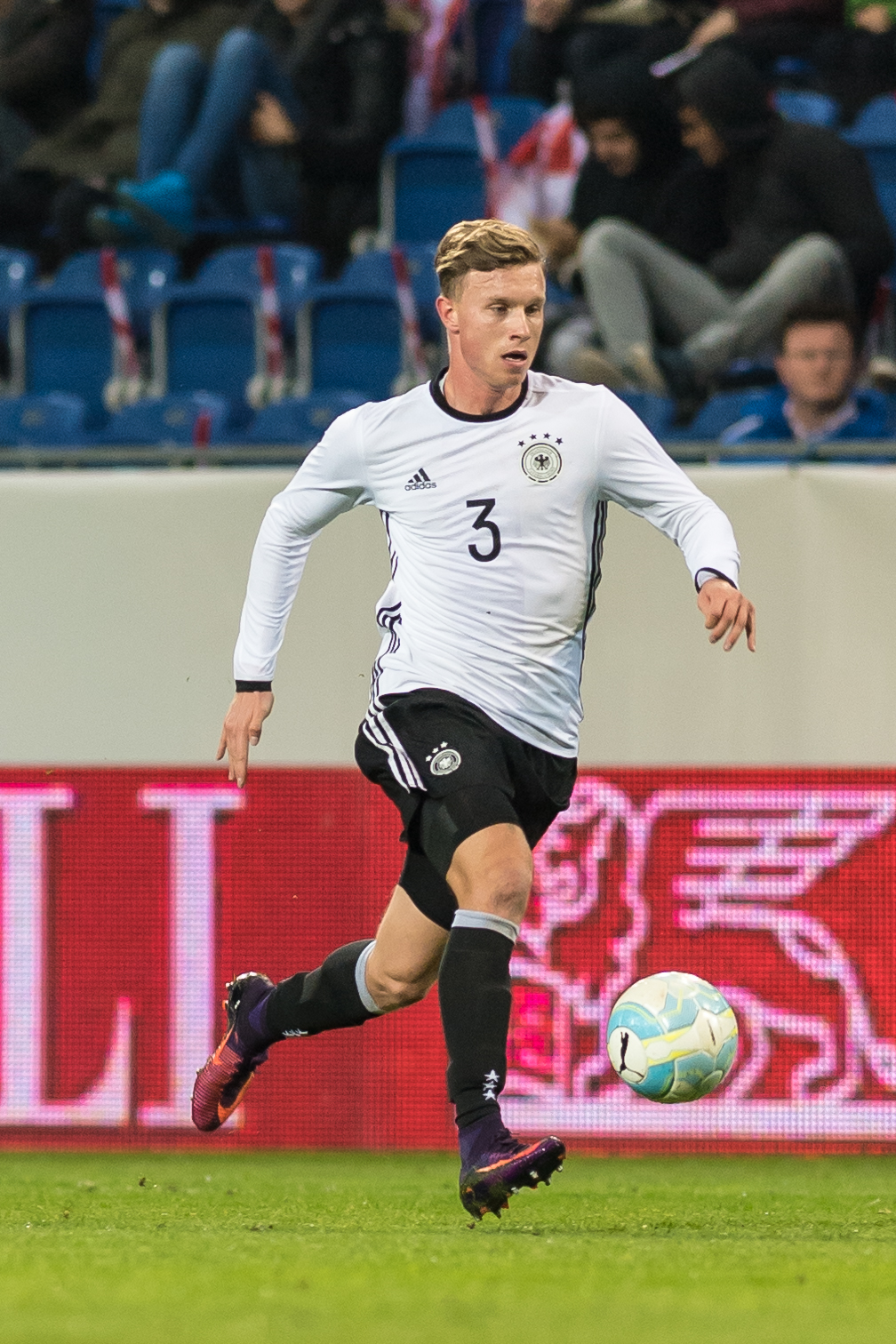
Герхардт в составе молодёжной сборной Германии

Герхардт — воспитанник клуба «Кёльн». 20 июля 2013 года в матче против дрезденского «Динамо» он дебютировал во Второй Бундеслиге. 1 сентября в поединке против «Эрцгебирге» Янник забил свой первый гол за «Кёльн». по итогам сезона Герхардт помог команде выйти в элиту. 13 сентября 2014 года в матче против «Падерборн 07» он дебютировал в Бундеслиге. 10 мая 2015 года в поединке против «Шальке 04» Янник забил свой первый гол на высшем уровне.
27 мая 2016 года футбольный клуб «Вольфсбург» из одноимённого города объявил о переходе полузащитника в свой стан. Контракт рассчитан до 30 июня 2021 года. 27 августа в матче против «Аугсбурга» он дебютировал за новый клуб. 18 ноября в поединке против «Фрайбурга» Герхардт забил свой первый гол за «Вольфсбург».

## Международная карьера
В 2017 году в составе молодёжной сборной Германии Герхарт стал победителем молодёжного чемпионата Европы 2017 в Польше. На турнире он сыграл в матчах против команд Чехии, Дании, Италии, Англии и Испании.
15 ноября 2016 года в товарищеском матче против сборной Италии Герхарт дебютировал за сборную Германии.

## Достижения
Международные
 Германия (до 21)
- Молодёжный чемпионат Европы — 2017